# Episodi di Instinct (prima stagione)
La prima stagione della serie televisiva Instinct, composta da 13 episodi, è andata in onda negli Stati Uniti d'America sul canale CBS dal 18 marzo al 1º luglio 2018.
In Italia la prima parte della stagione (episodi nº 1-7) è stata trasmessa su Rai 2 dall'8 aprile al 20 maggio 2018; la seconda (episodi nº 8-13) dal 7 ottobre all'11 novembre 2018.
| nº | Titolo originale    | Titolo italiano     | Prima TV USA   | Prima TV Italia  |
| -- | ------------------- | ------------------- | -------------- | ---------------- |
| 1  | Pilot               | Carte mortali       | 18 marzo 2018  | 8 aprile 2018    |
| 2  | Wild Game           | Caccia macabra      | 25 marzo 2018  | 15 aprile 2018   |
| 3  | Secrets and Lies    | Segreti e bugie     | 1º aprile 2018 | 29 aprile 2018   |
| 4  | I Heart New York    | Padri e figli       | 8 aprile 2018  | 22 aprile 2018   |
| 5  | Heartless           | Senza cuore         | 22 aprile 2018 | 6 maggio 2018    |
| 6  | Flat Line           | Morte in corsia     | 29 aprile 2018 | 13 maggio 2018   |
| 7  | Owned               | Forza Hudsons       | 6 maggio 2018  | 20 maggio 2018   |
| 8  | Long Shot           | Tiro perfetto       | 27 maggio 2018 | 7 ottobre 2018   |
| 9  | Bad Actors          | Attori da strapazzo | 27 maggio 2018 | 14 ottobre 2018  |
| 10 | Bye Bye Birdie      | Ciao ciao Birdie    | 3 giugno 2018  | 14 ottobre 2018  |
| 11 | Blast from the Past | Sogni infranti      | 17 giugno 2018 | 21 ottobre 2018  |
| 12 | Live                | Ultimo spettacolo   | 24 giugno 2018 | 28 ottobre 2018  |
| 13 | Tribal              | L'anello debole     | 1º luglio 2018 | 11 novembre 2018 |

## Carte mortali
- Titolo originale: Pilot
- Diretto da: Marc Webb
- Scritto da: Michael Rauch

### Trama
- Special guest star: Whoopi Goldberg (Joan Ross)